# Pseudorhabdosynochus enitsuji
Espèce
Pseudorhabdosynochus enitsuji est une espèce de Monogène Diplectanidae, parasite sur les branchies d'un mérou. L'espèce a été décrite en 2007 par Lassâd Neifar (d) et Louis Euzet (d), et redécrite par Amira Chaabane (d), Lassâd Neifar et Jean-Lou Justine en 2017.

## Étymologie
Le nom de l'espèce, enitsuji, est une anagramme de justinei, basée sur le nom du parasitologue français Jean-Lou Justine.

## Description

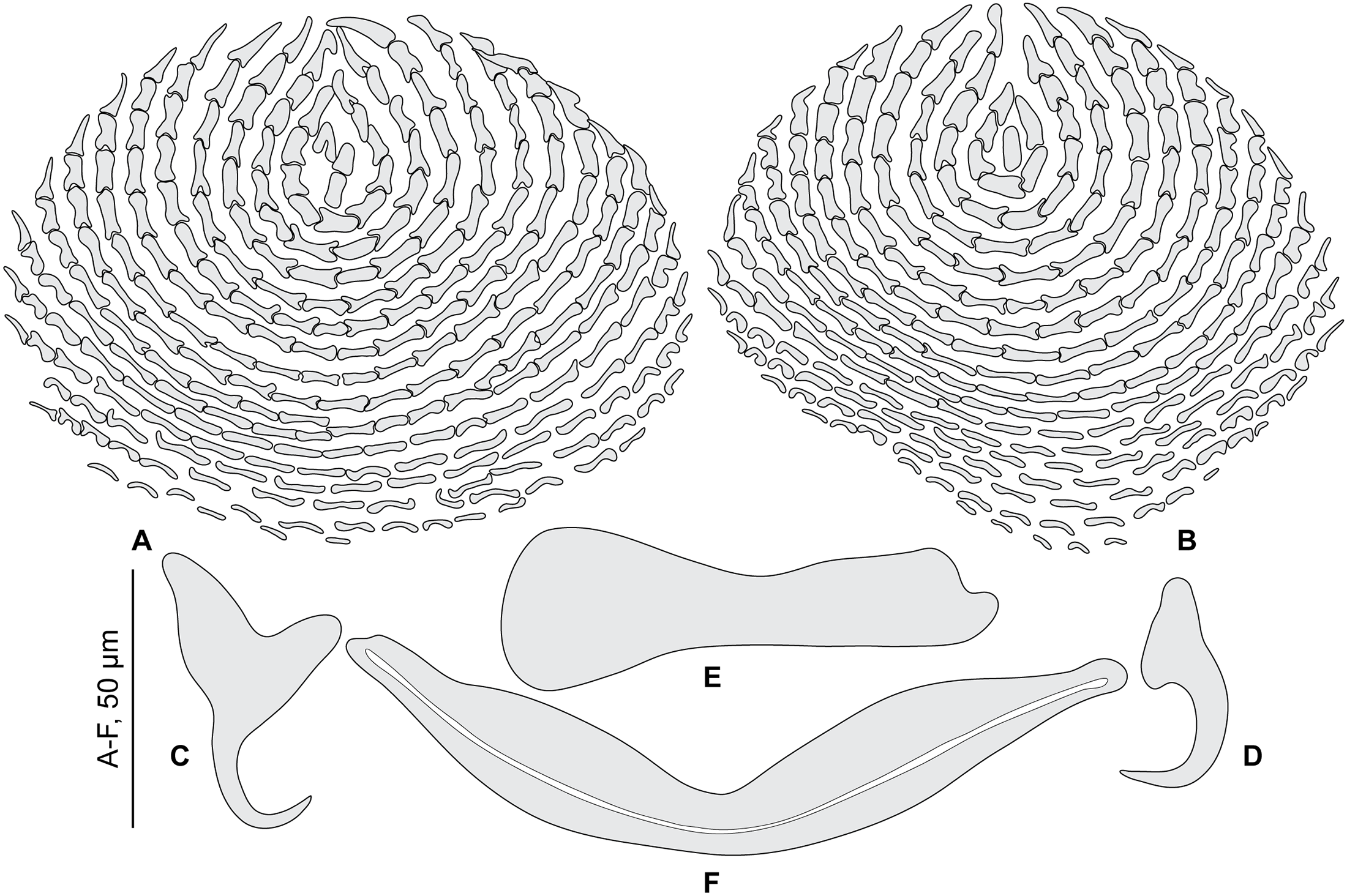
Pseudorhabdosynochus enitsuji, squamodisques et hapteur.

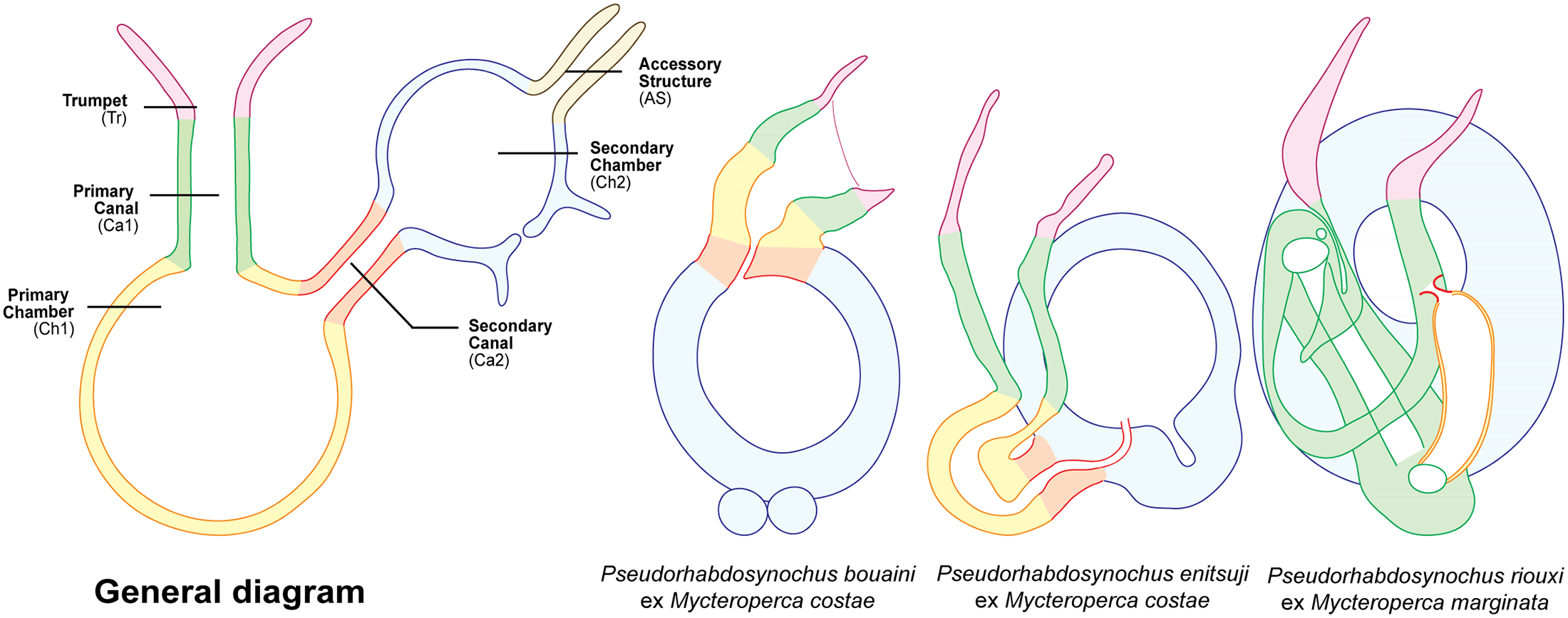
Homologies des vagins sclérifiés dans le "groupe Pseudorhabdosynochus riouxi".

Pseudorhabdosynochus enitsuji est un monogène de petite taille. L'espèce a les caractéristiques générales des autres espèces du genre Pseudorhabdosynochus, avec un corps plat et un hapteur postérieur qui est l'organe par lequel le Monogène s'attache à la branchie du poisson-hôte. Le hapteur porte deux squamodisques, un ventral et un dorsal. L'organe copulateur mâle sclérifié, ou "organe tétraloculé" a la forme d'un haricot avec quatre chambres internes, comme chez les autres espèces de Pseudorhabdosynochus. Le vagin inclut une partie sclérifiée, qui est une structure complexe.
Chaabane, Neifar et Justine, en 2017, ont considéré que les trois espèces  Pseudorhabdosynochus riouxi, Pseudorhabdosynochus bouaini et Pseudorhabdosynochus enitsuji partageaient un ancêtre commun et ont proposé de les grouper dans un "groupe Pseudorhabdosynochus riouxi " .

## Hôtes et localités
Le Mérou badèche (Mycteroperca costae) est l'hôte-type de Pseudorhabdosynochus enitsuji. La localité-type est la Mer Méditerranée au large de la Tunisie . Les localités supplémentaires sont, en Méditerranée, au large de la Libye, et en Atlantique, au large du Sénégal ,.